# 일본경위도원점

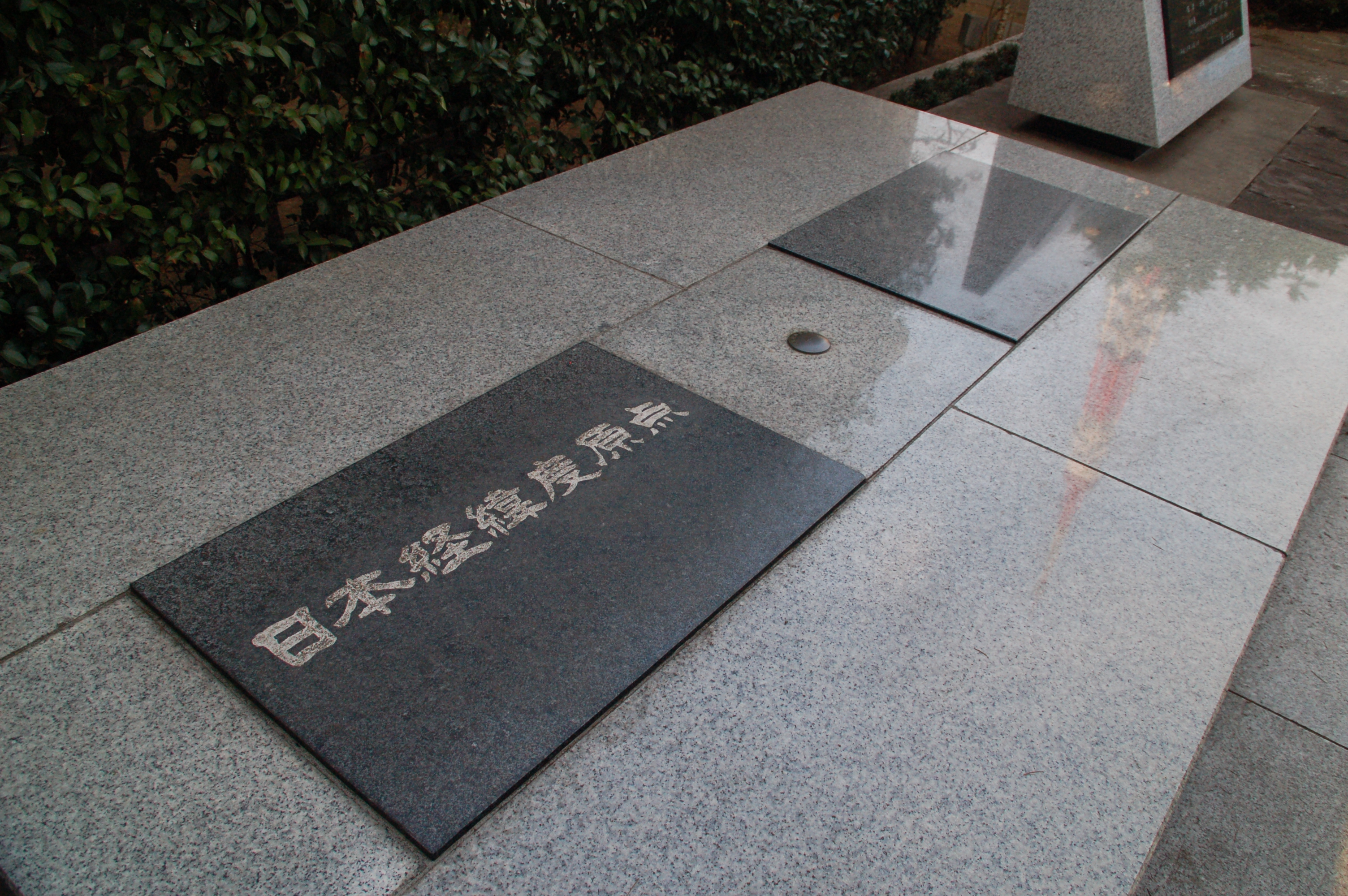
일본경위도원점의 모습. 중앙에 있는 금속표가 원점의 위치를 나타낸다. 원점의 양 옆에 있는 검은 석판에는 원래 있었다가 무너진, 자오환을 받치는 가대가 있었다.

일본경위도원점(일본어: 日本経緯度原点 니혼케이도겐텐[*], 영어명 Japanese origin of longitude and latitude)은 일본 내 측량 기준점이 되는 곳을 말한다. 일본 도쿄도 미나토구 아자부다이 2초메(2가)에 있다.
1892년 당시 같은 위치에 있었던 도쿄 천문대 자오환의 중심이 일본 경위도의 원점으로 정해졌다. 자오환 자체는 1923년 간토 대지진으로 완전히 파괴되었으며 이후 같은 자리에 원점을 표시하는 금속표를 따로 설치하였다. 일본 국토지리원 간토지방측량부가 담당하는 시설이며 미나토구의 지정문화재로 사적으로 지정되어 있다.

## 정의

### 측량법에 따른 경위도
일본 측량법 시행령 제2조 제2항 제1호에 따라 "도쿄도 미나토구 아자부다이 2초메 18번 1지내에 있는 일본 경위도 원점금속표의 십자교점"을 법적 경위도원점으로 두고 있다. 제2조 제1항 제5호에 따른 기준수치는 다음과 같다.
- 경도: 동경 139도 44분 28초 2889
- 위도: 북위 35도 39분 29초 1572
- 원점방위각: 32도 20분 46초 209(원점에서 정북쪽을 기준으로 우회전하여 이바라키현 쓰쿠바시 기타코 1번지내 쓰쿠바 초장기선 전파간섭계 관측점 금속표의 십자 교점의 방위각)

위 수치는 2001년 측량법 개정 당시 사용한 세계 지구 좌표 시스템(WGS)에 따라 최신 우주 측지 기술을 사용해 측량한 값을 2011년 3월 11일 발생한 도호쿠 지방 태평양 해역 지진의 영향으로 지각변동이 생겨 이동한 값으로 다시 정의한 수치이다.
원점방위각 혹은 원방위는 "진북은 어느 방향이냐"에 대한 정의로, 일본경위도원점과 국토지리원 부지 내에 있는 '쓰쿠바 초장기선 전파간섭계 관측점 금속표의 십자교점과의 방위관계로 정해졌다. 이는 일본 측량법 제2조 제1항 제2호에도 명시되었다.

### 지심좌표계에 따른 정의
일본 국토지리원은 일본경위도원점의 ECEF 좌표계(지심 좌표계)를 아래 수치로 정의하고 있다. 이 값도 2011년 도호쿠 지방 태평양 해역 지진의 영향으로 발생한 지각 변동으로 2011년 10월 21일 재측정하여 정의한 값이다.
- X축: -3 959 340.203 m
- Y축: 3 352 854.274 m
- Z축: 3 697 471.413 m

## 역사

### 일본경위도원점 설정
1892년(메이지 25년) 참모본부 산하 육지측량부가 도쿄 천문대 자오환의 중심을 일본경위도원점으로 두고, 그 경위도와 원점방위각을 아래와 같이 규정했다.
- 위도: 북위 35도 39분 17초 5148
- 경도: 동경 139도 44분 30초 0970

위도는 기모쓰키 점(해군 기상관측대 부지 내 위도측정지점)을, 경도는 티트만 점(해군 기상관측대 부지 내 경도측정지점)의 수치로 산출하였다. 원점방위각은 육군 참모본부 측량국이 설치한 위도원점인 일등삼각점 '도쿄'의 계측값에서 산출한 값으로 다음과 같다.
- 원점방위각: 156도 27분 30초 156(일도삼각점 가노산에 대한 기준)

경위도원점이 정해지면서 기존에 육군 측량국이 사용했던 일등삼각점 '도쿄'는 폐지되었다.
1915년부터 1917년까지 그리니치 천문대를 기준으로 지구를 서쪽으로, 동쪽으로 양쪽을 향해 경도를 측정하여 값을 보정하자는 시도가 이어졌다. 당시 도쿄의 관측 지점은 도쿄 천문대 자오의의 중심이었다.
1918년 9월 19일 문부성 고시 호외로 자오의의 중심 경도가 동경 139도 44분 40초 9로 지정되었다. 이 수치를 기준으로 자오환 중심 경도를 계산하면 동경 139도 44분 40초 5020이 된다. 이전의 경도와 10초 405의 차이가 발생했다.

### 간토 대지진 이후 기준 변경
1923년 9월 1일 발생한 간토 대지진(간토대진재)으로 도쿄 천문대의 자오환은 완전 파괴되었다. 또한 미나미칸토 각지에서 지각변동이 발생해 1924년 일등삼각점 측량을 다시 진행하여 구 자오환이 있던 위치에 일등삼각점 보조점인 "도쿄 (다이쇼)"가 세워졌다. 측량 결과 자오환의 받침대가 약 1 m 이동했음이 밝혀졌다.
가노산에 대한 원점방위각도 수정되어 1928년에는 경위도와 원점방위각 수정값이 다시 고시되었다. 그 값은 아래와 같다.
- 위도: 북위 35도 39분 17초 5148
- 경도: 동경 139도 44분 40초 5020
- 원점방위각: 156도 25분 28초 442(가노산에 대한 기준)

1949년에는 일본 측량법과 동 시행령이 제정되었다. 측량법에는 제11조에서 "측량 원점은 일본경위도원점과 일본수준원점으로 한다"라고 규정하였으며, 측량법 시행령으로 일본경위도원점의 경위도와 원점방위각 수치를 규정하였다.

### 세계측지계 도입
인공위성을 통한 범지구 위성 항법 시스템(GNSS)이나 초장기선 간섭 관측법(VBLI) 등 우주측지기술을 통해 전 지구의 측량을 진행하면서 과거와 같이 각국이 서로 다른 준거타원체를 설정하는 방식이 변경되었다. 2002년 4월 1일 측량법 및 일본 수로업무법 일부개정령이 시행되면서 일본은 새로운 측지계인 "일본측지계 2000"을 사용하기 시작했다. 이는 지구 중심을 기준으로 하는 측지기준계 1980(GRS80)을 준거타원체로 사용하는 전지구적인 측지계, 이른바 세계측지계이다. 일본경위도원점이 일본의 법적 측량원점이지만 이 수치도 다른 원점인 지구 중심을 사용해 보정한 것으로 볼 수 있다. 이에 따른 변경된 원점의 위경도는 다음과 같다.
- 위도: 북위 35도 39분 29초 1572
- 경도: 동경 139도 44분 28초 8759

### 동일본 대지진 이후 기준 변경
2011년 3월 11일 발생한 도호쿠 지방 태평양 해역 지진(동일본대진재)로 도호쿠 지방을 중심으로 큰 지각변동이 일어나 일본경위도원점 자체의 위치도 이동하였다. 같은 해 10월 21일 재측량을 한 값을 바탕으로 측량법 시행령을 개정해 원점수치 중 경도가 동쪽으로 0.0110초 이동한 값으로 변경되었다. 위도는 개정되지 않았다. 이는 원점이 90도 진동으로 277 mm 이동했음을 의미한다. 일본 국토지리원 측지부 보고에 따르면 구체적인 변동량은 26.5 mm, 변동 방향은 91도 56분 42.53초이다.
원점방위각은 1.453초 증가했다. 또한 일본수준원점의 표층 고도도 24 mm 침강하여 같은 날 개정령을 통해 일본표준고도는 24.4140 m에서 24.3900 m로 개정되었다.

## 같이 보기
- 일본수준원점
- 삼각점
- 사가미 기선

## 참고 문헌
- 北野芳徳 (1959). “日本経緯度原点について” (PDF). 《天文月報》 52 (9): 176–177. 2019년 2월 19일에 확인함.
- 村上真幸 (1999). “測地成果2000”. 《測地学会誌》 (日本測地学会) 45 (3): 229–239. doi:10.11366/sokuchi1954.45.229. 2019년 2월 19일에 확인함.
- 高橋保博 (1999). “測地成果2000 日本測地系の現状と問題点” (PDF). 《国土地理院時報》 (91): 1–8. 2019년 2월 19일에 확인함.